# Бакієв Зуфар
Бакі́єв Зуфа́р (*травень 1904, село Татарський Сарсас, Казанська губернія — †22 червня 1971, місто Іжевськ) — партійний працівник.

## Життєпис
В 1935—1936 роках був секретарем партійного комітету Глазовської радянської партійної школи, в 1930—1941 роках — інструктором та другим секретарем Глазовського РК КПРС, в 1941—1952 роках — першим секретарем Вавозького РК КПРС, в 1954—1959 роках — першим секретарем Кезького РК КПРС.
Зуфар Бакієв був депутатом Верховної Ради Удмуртської АРСР 2-5-го скликань (1947—1959). Нагороджений орденом Вітчизняної війни I ступеня (1946), 3 орденами Трудового Червоного Прапора (1945, 1950, 1958).